# Kafouziéla
Kafouziéla is een gemeente (commune) in de regio Sikasso in Mali. De gemeente telt 6400 inwoners (2009).
De gemeente bestaat uit de volgende plaatsen:
- Faté-Diassa
- Kafouziéla
- Laminibougou
- N'Ténébougou
- Niéganibougou
- Zoloko